# José Verdes Montenegro y Montoro
José Verdes Montenegro y Montoro (Madrid, 1865-México, 1940) fue un catedrático de instituto y teórico socialista español.

## Biografía
Nacido el 30 de marzo de 1865 en Madrid, estudió en la Universidad Central. Militante del PSOE, abandonó el partido tras la escisión de abril de 1921 dado que Verdes Montenegro sí era partidario de la Tercera Internacional. En 1933 reingresó en la Agrupación Socialista de Madrid. Como socialista, ha sido descrito por Gerald H. Meaker como un teórico dogmático. Fue catedrático de los institutos de Tapia, Orense y Alicante. Colaboró en publicaciones periódicas como El Socialista, La Revista Socialista, La Ilustración Obrera y Nuestra Palabra, además de dirigir El Mundo Obrero (1901-1904).
Durante la Guerra Civil fue catedrático de Filosofía en el Instituto Maragall de Barcelona. Se exilió en Francia cruzando la frontera el 28 de enero de 1939. En mayo embarcó en Sète en el buque Sinaia rumbo a México, y arribó a Veracruz el 13 de junio. Residió en México, D. F. y falleció en 1940 en el exilio.
No se le debe confundir con el médico José Verdes Montenegro y Páramo, que según Gonzalo Díaz habría sido primo suyo.